# Tomás de Mercado

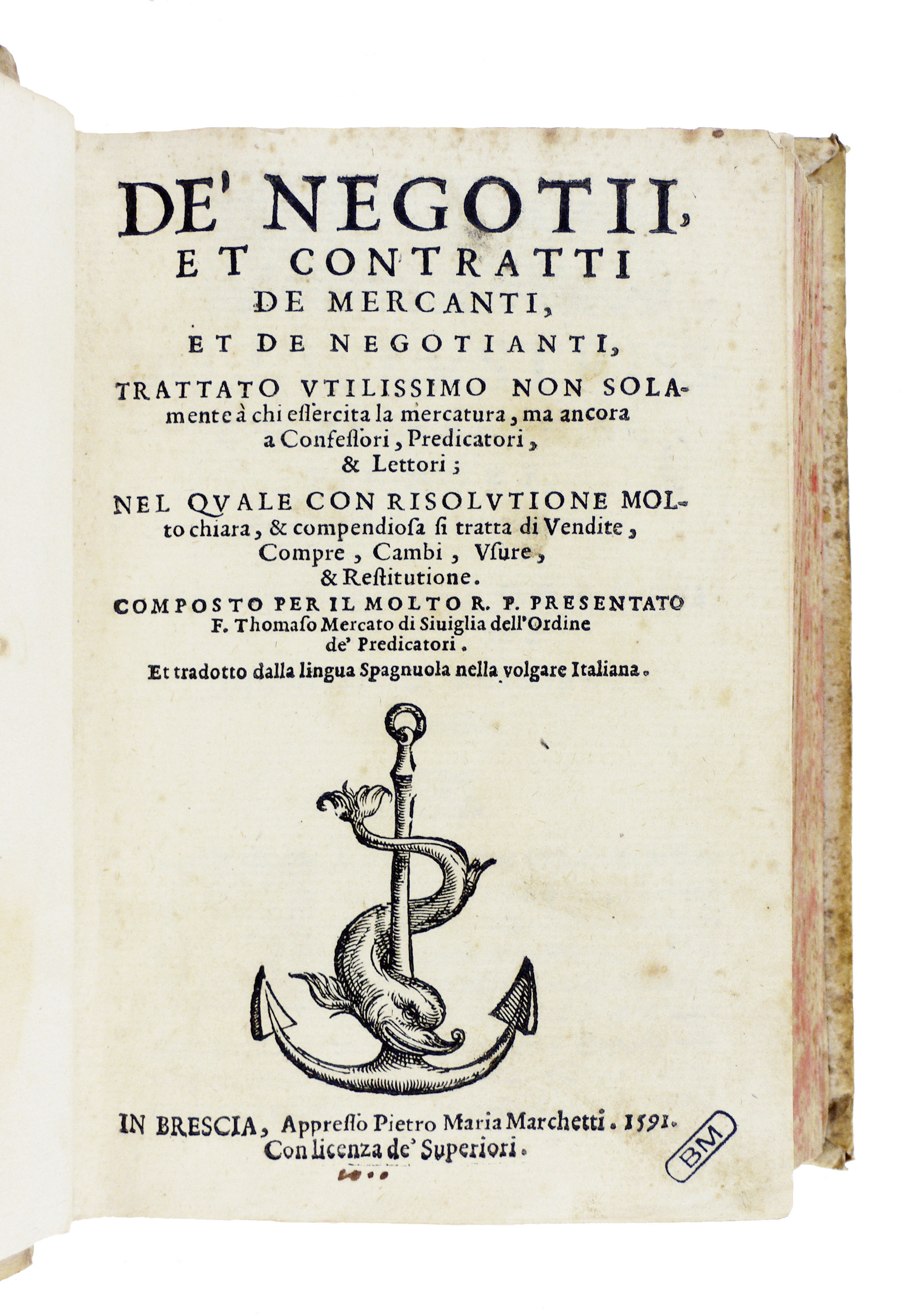
De' negotii et contratti de mercanti, 1591.

Tomás de Mercado (Sevilla, ca. 1523-1575) fue un economista, filósofo y teólogo dominico, perteneciente a la Escuela de Salamanca. 

## Biografía
La biografía de Tomás de Mercado está llena de incertidumbres, especialmente en lo referido a su niñez y juventud. Se sabe que nació en Sevilla, aunque la fecha exacta es desconocida; lo más probable es que naciera en torno al año 1520. Se mudó a México siendo joven, pero tampoco se sabe la fecha exacta de su viaje. Según Lagares Calvo lo más probable es que viajara a México en torno a 1540, cuando el joven rondaba los 20 años de edad. Una vez ahí, ingresó a la Orden de Predicadores:

Efectivamente, en la capital novohispana ingresó a la Orden de Predicadores [...] probablemente [en] el año de 1552, ya que, según consta por las Actas de Capítulos Provinciales, profesó en abril de 1553, y la profesión venía después del año de noviciado (la edad mínima que se exigía para ser admitido era de 17 años.

Estudió en el convento de los dominicos de esa ciudad, donde recibió enseñanzas de profesores procedentes de la Universidad de Salamanca como Pedro de Pravia, Pedro de la Peña y Diego de Osorio. Tomó el hábito de la Orden de Santo Domingo el 27 de abril de 1553, y recibió las distintas órdenes eclesiásticas con una rapidez inusual: en 1553 la de acólito, en 1555 la de subdiácono, en 1556 diácono y en 1558 sacerdote. Fue profesor en el Convento de los Dominicos de México entre 1558 y 1563. Regresó a Castilla en 1563 para completar sus estudios en la Universidad de Salamanca, a la que se incorporó al comienzo del curso 1563-1564. Su primera estancia en Salamanca solo duró un año. Residió en Sevilla una temporada, desde el verano de 1564 hasta el otoño de 1566. Tras esta estancia en Sevilla regresó a Salamanca para terminar sus estudios, donde publicó tres años después, en 1569, su Tratos y contratos de mercaderes y tratantes. En ese mismo año de 1569 regresó a Sevilla para ejercer como profesor en el Colegio de Santo Tomás. Allí recibió el grado de maestro en teología. En 1571 publicó en Sevilla la Suma de tratos y contratos, así como sus dos obras de lógica. El 25 de octubre de 1574 embarcó de vuelta a México. No se conocen los motivos de su viaje. Durante la travesía enfermó y murió en enero de 1575 poco antes de llegar a su destino. Fue sepultado en Veracruz, frente a San Juan de Ulúa.

## Obra
Sus estudios estuvieron fuertemente marcados por Vives, Porfirio, Pedro Hispano, la Escuela de Salamanca y, por supuesto, por santo Tomás y Aristóteles. Sus obras son:
- Tratos y contratos de mercaderes y tratantes (Salamanca: Matías Guast, 1569)
- Summa de tratos y contratos (Sevilla: Fernando Díaz, 1571). Ésta es una nueva edición, significativamente aumentada, de la obra anterior.
- Commentarii lucidissimi in textum Petri Hispani... (Sevilla: Fernando Díaz, 1571).
- In logicam magnam Aristotelis commentarii, cum nova translatione textus ab eodem auctori (Sevilla: Fernando Díaz, 1571).

De las dos primeras obras se publican diversas ediciones en el siglo XVI y su primera traducción al italiano en 1591. Su obra fue tan importante que es citado por Juan de Lugo en el siglo XVII.[cita requerida]

### Pensamiento económico
En 1569, por encargo de los mercaderes de Sevilla, publicó en Salamanca Tratos y contratos de mercaderes y tratantes, que se reeditaría en 1571 en Sevilla bajo el nombre de Summa de tratos y contratos. Esta segunda edición fue aumentada con dos libros y sería nuevamente reeditada en 1587 hasta su edición en italiano en 1591. En esta obra se reflexiona sobre el fundamento del interés alabando los usos éticos del mismo frente a la interpretación de la Iglesia católica que lo tenía[cita requerida] como usura, y plantea y profundiza en la teoría cuantitativa del dinero a partir de la tradición de la Escuela de Salamanca, en especial en lo tocante a la circulación internacional de divisas. Cabe aclarar que este orden sigue el de la Suma teológica de Santo Tomás de Aquino, donde, en la II-II se debate la virtud cardinal de la justicia y bajo la cual se establece el tema de la economía.  

Sin embargo, la noción de justicia solamente se puede apreciar si se tiene en consideración lo que nos narra Mercado sobre el origen y naturaleza del comercio. En primer lugar, Tomás de Mercado afirma que el ser humano, creado por Dios, antes de pecar no tenía propiedad, sino todo en común. Pero en estado de pecado, se necesitó introducir la propiedad; mas, como en la repartición de las propiedades a unos les tocaba una cosa u a otros otra, llegaba el momento en que uno tenía necesidad de objetos que el otro poseía, y, como no podía quitárselos por la fuerza, se llegó al trueque.

En sus escritos define la teoría cuantitativa del dinero, estudiando el efecto que tenía la importación de metales americanos en los precios de España y Europa. 
Respecto a los precios, continuó con la tradición escolástica hispana del precio justo, que debía estar alumbrado por la ley natural,y limitado en sus circunstancias de negociación por la autoridad pública:

De ley natural es se venda por su justo precio, más no enseña cuál es su justo valor de cada especie de ropa; déjalo a la república que cuando le pareciere convenible, lo tase. De manera que estas leyes y potestades eclesiásticas y seglares pueden obligarnos a celebrar nuestros contratos y negocios con ciertas circunstancias y condiciones, y aún vedarnos algunos contratos que, dado sean de suyo lícitos en general, en este tiempo o en esta tierra o a esta gente no convienen. Todo lo cual se les comete a los prelados y príncipes que lo provean y declaren.(Suma de Tratos y Contratos)

### Lógica
La obra de Tomás de Mercado es consecuencia y explicación de la escolástica, tanto medieval como renacentista y que abarca las súmulas y la dialéctica, o, en la época, llamadas lógica menor y lógica mayor y tiene un carácter marcadamente didáctico, pero eso no significa que no realice aportaciones. La primera está contenida en sus comentarios al texto de Pedro Hispano, donde se mencionan los rudimentos, la semántica y los silogismos, mientras que la segunda está contenida en sus comentarios a Aristóteles y comprenden parte del Organon, los Analíticos Segundos de Aristóteles y el Isagoge de Porfirio. 
Los comentarios al texto de Pedro Hispano se insertan en la extensa tradición de los comentarios medievales. La exposición es minuciosa y procede copiando un fragmento del original y explicando con detalle las palabras e añadiendo explicaciones de otros autores clásicos. Es importante mencionar que a esta obra añadió un opúsculo sobre los argumentos.
Los comentarios a la lógica mayor se compone de un comentario extenso a los predicables y predicamentos y a los Analíticos segundos. Es notable que el autor tradujo los textos de Aristóteles directamente del griego y no los retomó de alguna versión latina como la de Boecio, que era la más común; sin embargo, el texto griego corresponde exactamente con el que se conserva y parece que en ocasiones usa una versión abreviada. No es posible establecer si circulaba alguna versión así en griego o si él mismo la acortó.
Sobre su proceder didáctico, afirma lo siguiente:

Para qué poner en la débil y tenue materia de las artes tan ingente hacinamiento de distinciones, tal multitud innumerable de reglas, tan grande y vasto cúmulo de opiniones, que no vale aquello de que "tantas sentencias cuantas cabezas", sino tantos miles de sentencias; a las tiernas y no acostumbradas mentes de los jóvenes no ofrecen sino espectros horribles, larvas temibles, lemures horrendos y finalmente fantasmas espantosos; con los cuales, así como se aterran los ojos corpóreos, así con estos prodigios se ciegan los de la mente, y se aturden los inanes delirios. ¿Qué son esas maquinaciones que los muy sofistas suelen mezclar con las enseñanzas de la dialéctica? Como ese inmenso caos que excogitaron acumulando fingidas rapsodias de letras "a a a. b b b", y redes de insolubles y de reflexivas que no pueden desanudar sin los centauros, gigantes de cien manos, verdaderos cíclopes y lestrigones; y producen mayor estrago en las mentes que el daño que podrían hacer esos monstruos portentosos si la naturaleza los engendrara. Aunque deploramos todos estos males, nadie hasta ahora se ha ocupado de ellos, nadie ha brindado la medicina.

### Traducciones
A pesar de su importancia en la Nueva España y el pensamiento del siglo XVI, todavía ha quedado parte de su obra olvidada, pues no hay otras ediciones disponibles más que las publicadas durante su vida. Mauricio Beuchot ha publicado la traducción completa de los Comentarios lucidísimos al texto de Pedro Hispano y la parte dedicada a los predicamentos de los Commentarii in magnam logicam, así como una traducción parcial del Opúsculo de argumentos, añadido a los Comentarios lucidísimos. Estas últimas obras en una edición bilingüe. Mejor suerte ha corrido su Summa de Tratos y contratos que conoce dos ediciones, una, incompleta, de R. Sierra Bravo y una edición completa y modernizada por Sánchez-Albornoz.